# 西田修大
西田 修大（にしだ しゅうた、1988年3月24日 - ）は日本のギタリスト。吉田ヨウヘイgroupの元メンバー。

## 経歴
広島県出身。父は広島県のローカルタレント西田篤史。
君島大空、中村佳穂、KID FRESINO、UA、石崎ひゅーい、アイナ・ジ・エンド、藤井風、幾田りら、絢香、Bialystocks、石若駿、にしな、ASIAN KUNG-FU GENERATION、adeiu、あいみょん、一青窈、ハナレグミ、菅田将暉など多くのミュージシャンのレコーディングやライブに参加。。